# 网眼明叶藓
网眼明叶藓（学名：Vesicularia perreticulata）为树生藓科明叶藓属下的一个种。